# The Black Sheep
The Black Sheep ist eine 2005 gegründete deutsche Alternative-Rock-Band aus Köln.

## Geschichte
Die Band wurde von den Schwestern Charlotte Klauser und Johanna Klauser gegründet, wobei sie zunächst als Schülerband in einer Dreierbesetzung spielte und schließlich aufgelöst wurde. 2005 erfolgte eine Neugründung, und es kamen zwei Mitglieder hinzu, Aurora Steffens und Patricia Ross. Die Gruppe hatte regelmäßige Auftritte und nahm eine Demo auf. Einem breiteren Publikum wurden The Black Sheep durch ihre Teilnahme am Bravo-Otto-Schülerwettbewerb 2005 bekannt, bei dem die Band den zweiten Platz belegte, sowie durch einen Auftritt als Vorgruppe der deutschen Rockband Silbermond im Jahr 2006. 2007 traten sie beim überregionalen Bandwettbewerb Popmotor auf und belegten den 32. Platz.
2008 erhielt die Band einen Plattenvertrag beim deutschen Tochterunternehmen des US-amerikanischen Plattenlabels Roadrunner Records und absolvierte eine Tournee als Vorgruppe der deutschen Mittelalter-Rock-Band In Extremo. Im Zuge der gemeinsamen Tour sang Charlotte Klauser mit dem In-Extremo-Sänger Das letzte Einhorn das Duett Aufs Leben, das auch auf der Konzert-DVD von In Extremo, Am goldenen Rhein veröffentlicht wurde.
Das Debütalbum der Black Sheep mit dem Titel Not Part of the Deal wurde am 27. März 2009 über Roadrunner Records veröffentlicht. Auf dem Album wirkt als Gastsänger Aydo Abay mit, der ehemalige Sänger der Koblenzer Band Blackmail. 2008 wurde im Rahmen des WDR Rockpalast ein Auftritt der Black Sheeps im Kölner Rockclub Underground übertragen.
Im Juni 2009 trat The Black Sheep bei einer Tour als Vorband für die US-amerikanische Punkrock-Band Social Distortion auf. Im August 2009 spielte die Band mehrere Konzerte, unter anderem auf dem Gamescom-Festival 2009 in Köln und im Vorprogramm der amerikanische Metal-Band Life of Agony auf deren Tournee 20 Years Strong. Bei diesen Auftritten ersetzte der Bonner Gitarrist Mario Kleine die Bassistin Aurora Steffens, da sie eine Handverletzung auskurieren musste. Im November 2009 spielte die Formation als Vorband bei der Deutschlandtour der finnischen Band Sunrise Avenue.
Im Oktober 2010 absolvierte die Gruppe eine Tour in kleinen Clubs durch Deutschland. Die Bassistin Aurora Steffens wurde auf dieser Tour durch Lea Küpper ersetzt. Am 23. Januar 2011 wurde seitens der Band offiziell bekanntgegeben, dass Steffens die Band verlassen hat und der Besetzungswechsel somit permanent ist. 2012 fand ein erneuter Besetzungswechsel statt; die Bassistin Küpper wurde durch Katja Stoffels ersetzt. Parallel dazu verließ das Gründungsmitglied Ross die Band, und Claudia Lippmann übernahm als Schlagzeugerin. Die Aktivität der Band beschränkte sich im Jahr 2011 auf kleinere Auftritte sowie eine Tournee durch Polen. Im Februar 2014 erschien mit Politics das zweite Album der Band, welches zahlreiche positive Kritiken erhielt: Neben verschiedenen Online-Magazinen empfahl auch Peter Maffay am 14. Februar 2014 über seine Facebook-Seite das Album der Band.
Im August 2014 fand der letzte gemeinsame Live-Auftritt statt. Seit 2015 konzentrieren sich die Mitglieder auf Solo-Projekte.
Am 27. März 2019 gab die Band ihr Comeback in der ursprünglichen Besetzung bekannt.

## Diskografie

### Alben
- 2009: Not Part of the Deal (Roadrunner Records)
- 2014: Politics (Intono Records)

### Singles
- 2009: You Can't Push Me (nur online, Roadrunner Records)
- 2009: Come Out Now (Roadrunner Records)
- 2009: Bring Us Back (Roadrunner Records)
- 2010: Here with You (Roadrunner Records)

## Auszeichnungen
- 2006: Bravo Otto in Silber für Leistungen im Wettbewerb Bravo sucht Deutschlands beste Schülerband[1]